# Cartignies
Pour l’article ayant un titre homophone, voir Cartigny.
Cartignies est une commune française, située dans le département du Nord en région Hauts-de-France.

## Géographie
Cartignies se situe dans le sud-est du département du Nord (Hainaut) en plein cœur du Parc naturel régional de l'Avesnois. L'Avesnois est connu pour ses prairies, son bocage et son relief un peu vallonné dans sa partie sud-est (début des contreforts des Ardennes), dite "petite Suisse du Nord".
En fait, Cartignies fait partie administrativement de l'Avesnois, historiquement du Hainaut et ses paysages rappellent la Thiérache.
La commune se trouve à 90 km de Lille (Préfecture du Nord) ou Bruxelles, à 40 km de Valenciennes, Mons (B) et à 7 km d'Avesnes-sur-Helpe (Sous-Préfecture).
Une rivière traverse le village, l'Helpe Mineure. Cette dernière se jette dans la Sambre.
La Belgique se trouve à 20 km et le département de l'Aisne à 10 km.

### Communes limitrophes
| Petit-Fayt             |                  | Saint-Hilaire-sur-Helpe Haut-Lieu |
| Beaurepaire-sur-Sambre | Cartignies       | Boulogne-sur-Helpe                |
|                        | Fontenelle Aisne | Floyon                            |

### Hydrographie

#### Réseau hydrographique
La commune est située dans le bassin Artois-Picardie. Elle est drainée par l'Helpe Mineure, la Rivièrette ou Sambre, le ruisseau de Chevireuil, la Bouchère, la Rue des Plaques, l'Autreppe, le Bon Debout, le Cartignies, le Chemin du Prince, le Grand Rieux, le Gravier, le ruisseau Basses Aunes, le ruisseau de la Queue Broche, le ruisseau Des Moines et un autre petit cours d'eau,.
L'Helpe Mineure, d'une longueur de 50 km, prend sa source dans la commune de Ohain et se jette  dans la Sambre canalisée à Locquignol, après avoir traversé douze communes. Les caractéristiques hydrologiques de l'Helpe Mineure sont données par la station hydrologique située sur la commune. Le débit moyen mensuel est de 1,81 m3/s. Le débit moyen journalier maximum est de 60 m3/s, atteint lors de la crue du 21 décembre 1993. Le débit instantané maximal est quant à lui de 76,3 m3/s, atteint le même jour.
La Rivièrette, d'une longueur de 20 km, prend sa source dans la commune de Fontenelle et se jette  dans la Sambre canalisée à Landrecies, après avoir traversé six communes.
Le ruisseau de Chevireuil, d'une longueur de 10 km, prend sa source dans la commune de Papleux et se jette  dans l'Helpe Mineure sur la commune, après avoir traversé cinq communes.

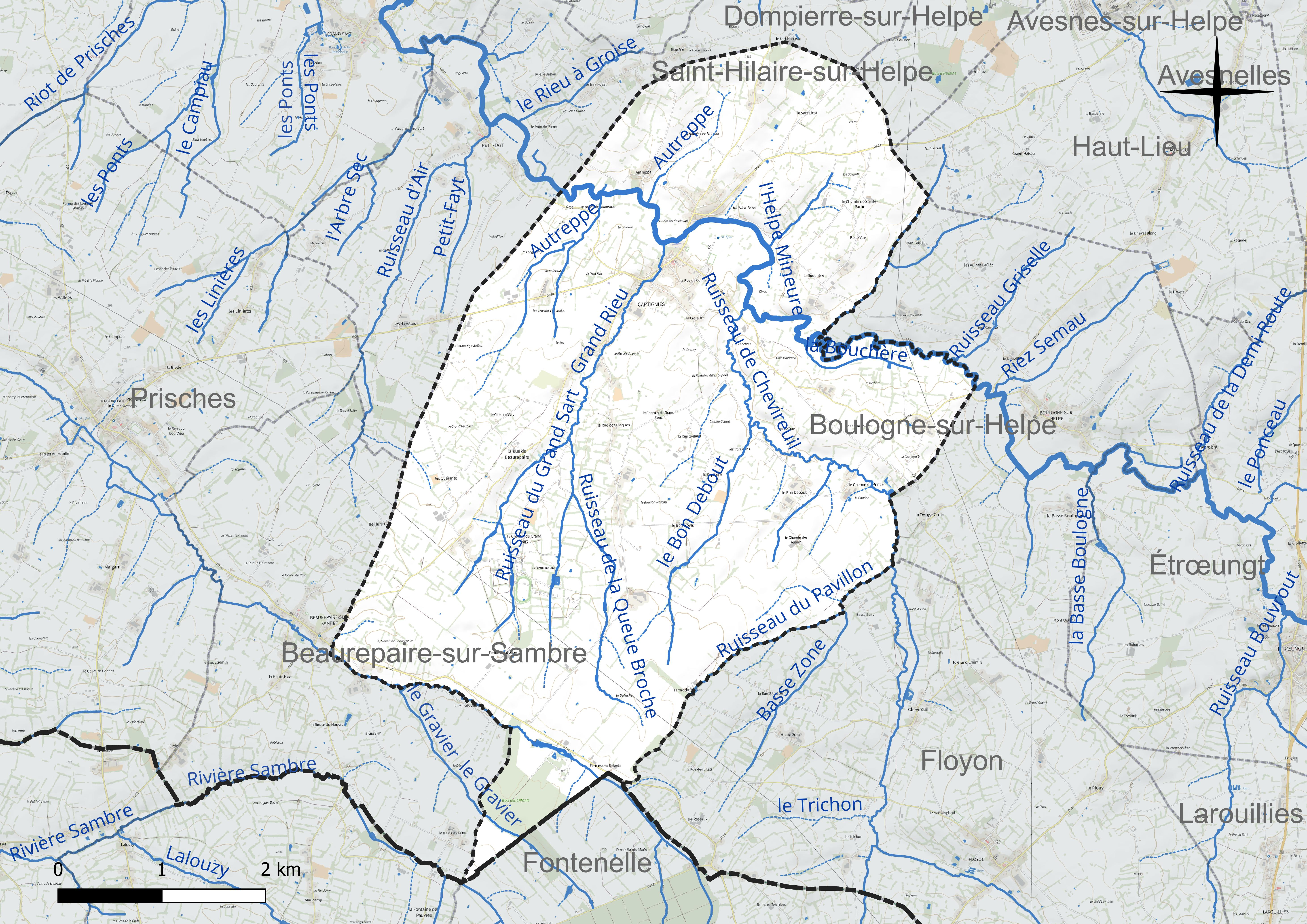
Réseau hydrographique de Cartignies.

#### Gestion et qualité des eaux
Le territoire communal est couvert par le schéma d'aménagement et de gestion des eaux (SAGE) « Sambre ». Ce document de planification concerne un territoire de 1 253 km2 de superficie, délimité par le bassin versant de la Sambre. Le périmètre a été arrêté le 1er novembre 2003 et le SAGE proprement dit a été approuvé le 21 septembre 2012, puis modifié le 18 août 2022. La structure porteuse de l'élaboration et de la mise en œuvre est le syndicat mixte du Parc naturel régional de l'Avesnois.
La qualité des cours d'eau peut être consultée sur un site dédié géré par les agences de l'eau et l'Agence française pour la biodiversité.

### Climat
Pour des articles plus généraux, voir Climat des Hauts-de-France et Climat du Nord.
En 2010, le climat de la commune est de type climat des marges montargnardes, selon une étude du CNRS s'appuyant sur une série de données couvrant la période 1971-2000. En 2020, Météo-France publie une typologie des climats de la France métropolitaine dans laquelle la commune est exposée à un climat océanique altéré et est dans la région climatique  Nord-est du bassin Parisien, caractérisée par un ensoleillement médiocre, une pluviométrie moyenne régulièrement répartie au cours de l'année et un hiver froid (3 °C).
Pour la période 1971-2000, la température annuelle moyenne est de 9,8 °C, avec une amplitude thermique annuelle de 15,3 °C. Le cumul annuel moyen de précipitations est de 843 mm, avec 12,8 jours de précipitations en janvier et 10 jours en juillet. Pour la période 1991-2020, la température moyenne annuelle observée sur la station météorologique la plus proche, située sur la commune de Saint-Hilaire-sur-Helpe à 6 km à vol d'oiseau, est de 10,5 °C et le cumul annuel moyen de précipitations est de 802,4 mm,. Pour l'avenir, les paramètres climatiques de la commune estimés pour 2050 selon différents scénarios d'émission de gaz à effet de serre sont consultables sur un site dédié publié par Météo-France en novembre 2022.

## Urbanisme

### Typologie
Au 1er janvier 2024, Cartignies est catégorisée commune rurale à habitat dispersé, selon la nouvelle grille communale de densité à sept niveaux définie par l'Insee en 2022.
Elle est située hors unité urbaine. Par ailleurs la commune fait partie de l'aire d'attraction d'Avesnes-sur-Helpe, dont elle est une commune de la couronne,. Cette aire, qui regroupe 14 communes, est catégorisée dans les aires de moins de 50 000 habitants,.

### Occupation des sols
L'occupation des sols de la commune, telle qu'elle ressort de la base de données européenne d'occupation biophysique des sols Corine Land Cover (CLC), est marquée par l'importance des territoires agricoles (97,1 % en 2018), une proportion identique à celle de 1990 (97,1 %). La répartition détaillée en 2018 est la suivante : 
prairies (84,2 %), terres arables (8,8 %), zones agricoles hétérogènes (4 %), forêts (1,8 %), zones urbanisées (1,1 %). L'évolution de l'occupation des sols de la commune et de ses infrastructures peut être observée sur les différentes représentations cartographiques du territoire : la carte de Cassini (XVIIIe siècle), la carte d'état-major (1820-1866) et les cartes ou photos aériennes de l'IGN pour la période actuelle (1950 à aujourd'hui).

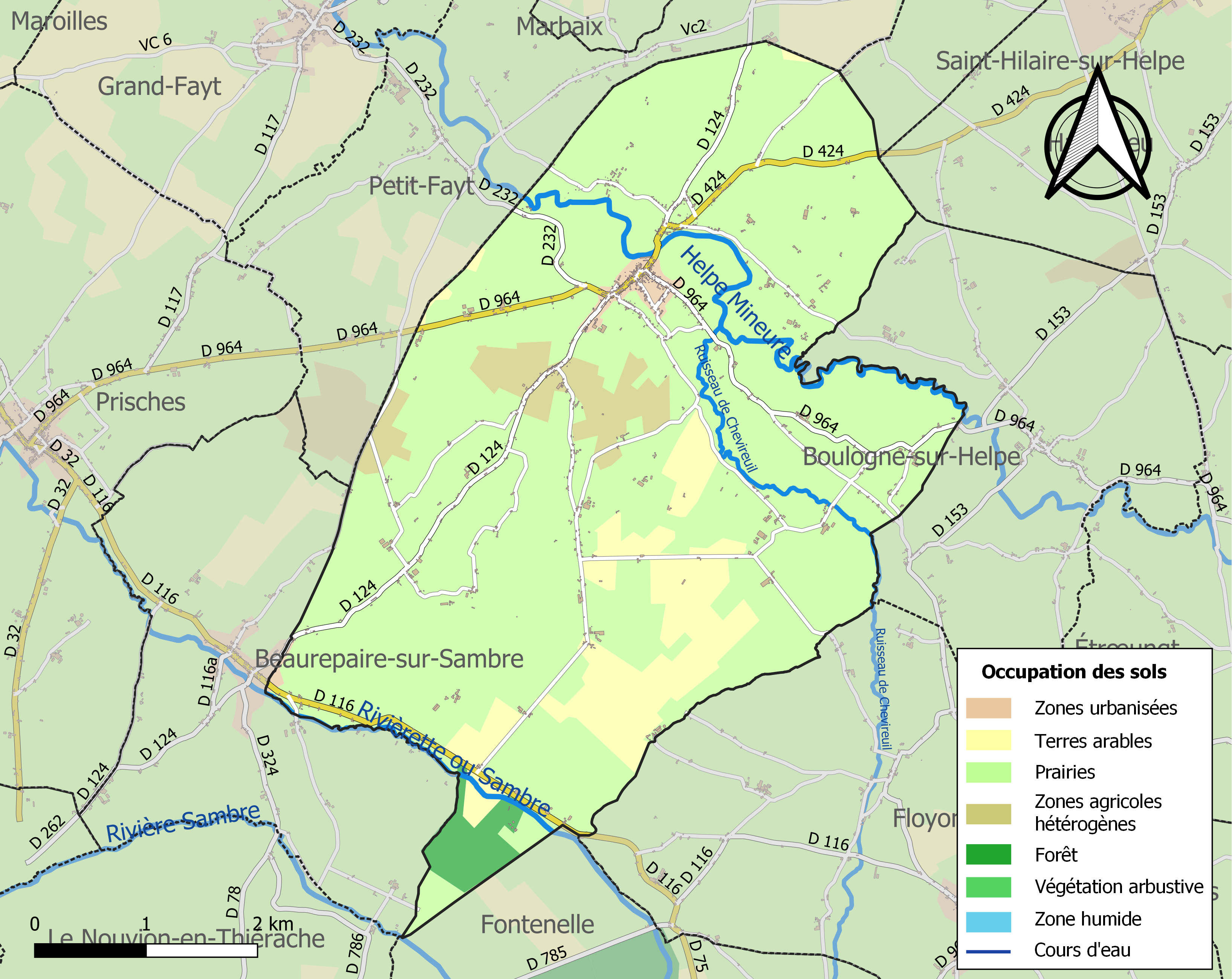
Carte des infrastructures et de l'occupation des sols de la commune en 2018 (CLC).

## Toponymie

### Attestations anciennes
Le nom de la localité est mentionné sous les formes Castricinium en 899 (Cart. de l'abb. de Saint-Amand); Kartengniacum en 1102 (titre de l'abb. d'Honnecourt) ; Carthenicis en 1131 (charte de Liétard, évêque de Cambrai); Cartegny en 1181 (titre de St-Aubert, Le Carp. Pr. II, 21); Cartegnis en 1184 (id, II, 21) ; Cartignies en 1186 (J. de Guise, XII, 339); Cartengny en 1219 (tit de St-Aubert, Pr II, 26); Kartegnies en 1260 (cart. de l'abb. de Vicogne); Cartengny en 1316 (arch. de Vallencourt, Le Carp. Pr. II, 43); Quartignies en 1473 (St.-Génois, mon. anciens, I.); Cartegnies en 1484 (J. de Guise, tard. de Valenciennes)[réf. nécessaire].

### Étymologie
Il s'agit d'un type toponymique gaulois ou gallo-romain, basé sur l'anthroponyme latin Cartinius, suivi du suffixe -(i)acum de localisation et de propriété, d'origine gauloise.
Remarque : la forme de 899, si elle correspond bien à ce toponyme, est une latinisation fantaisiste. La forme actuelle en -ies est liée à l'attraction des variantes plus tardives en -(i)acas, caractéristiques du nord de la France et de la Belgique. Homonymie avec Cartigny (Somme, Cartegneium 1218) et Cartigny-l'Épinay (Calvados, Carthigneium XIVe siècle).

## Histoire
En 843, avec le traité de Verdun, le partage de l'empire carolingien entre les trois petits fils de Charlemagne octroie à Lothaire I, la Francie médiane qui comprend le Hainaut dont fait partie le village.
En 855, avec le traité de Prüm qui partage la Francie médiane entre les trois fils de Lothaire I, le Hainaut est rattaché à la Lotharingie dont hérite Lothaire II.
En 870,avec le traité de Meerssen après la mort de Lothaire II, une partie de la Lotharingie dont fait partie le Hainaut est rattachée à la Francie occidentale.
En 880, avec le traité de Ribemont en 880, le Hainaut est rattaché à la Francie orientale qui deviendra le Saint-Empire romain germanique en 962.
Bien que l'acte de 899 indique la possession de Castricinium à l'abbaye de Saint-Amand, cela ne concerne pas la commune de Cartignies mais au lieu-dit des Quatre-Chins à Esplechin. Le village n'entre dans l'histoire qu'avec l'acte de fondation de l'abbaye de Liessies en 1095. Au Moyen-Âge, le village possède un moulin, une exploitation agricole, une église et une forêt. Celle-ci est défrichée dès le XIIe siècle, permettant à la commune de s'étendre.
Le 28 octobre 1907 est mise en service la ligne de chemin de fer Avesnes-sur-Helpe - Solesmes via Landrecies (47 km). La ligne comporte une station dans la Commune. Un service régulier des voyageurs est assuré. En août 1914, le trafic voyageur est interrompu. En 1916, pendant l'occupation allemande, les rails sont démontés. La ligne de chemin de fer est dans l'impossibilité de fonctionner.
A compter du 26 août 1914, Cartignies se trouve en zone occupée pendant la première guerre mondiale. Le village de Cartignies est libéré par des troupes britanniques le 6 novembre 1918.
Le 9 mai 1958, une tornade traverse la Commune. De forte intensité (EF3), elle endommage plusieurs habitations et corps de ferme, déracine des pommiers, sans faire de victime humaine.

## Politique et administration
Maire en 1802-1803 : Louis Bonnemaison.
Maire en 1807-1808 : Prissette,.
Maire en 1881 : Huet.

Maire en 1939 : Pamar.
| Période                                  | Période                   | Identité               | Étiquette | Qualité |
| ---------------------------------------- | ------------------------- | ---------------------- | --------- | ------- |
| Les données manquantes sont à compléter. |                           |                        |           |         |
| mars 2001                                | mars 2008                 | Georges Garin          |           |         |
| mars 2008                                | mai 2020                  | Joël Ratte             | DVD       |         |
| mai 2020                                 | En cours (au 23 mai 2020) | Sabine Caufapé-Soumier |           |         |

## Population et société

### Démographie

#### Évolution démographique
L'évolution du nombre d'habitants est connue à travers les recensements de la population effectués dans la commune depuis 1793. Pour les communes de moins de 10 000 habitants, une enquête de recensement portant sur toute la population est réalisée tous les cinq ans, les populations de référence des années intermédiaires étant quant à elles estimées par interpolation ou extrapolation. Pour la commune, le premier recensement exhaustif entrant dans le cadre du nouveau dispositif a été réalisé en 2008.

En 2022, la commune comptait 1 234 habitants, en évolution de −2,22 % par rapport à 2016 (Nord : +0,51 %, France hors Mayotte : +2,11 %).
| 1793  | 1800  | 1806  | 1821  | 1831  | 1836  | 1841  | 1846  | 1851  |
| ----- | ----- | ----- | ----- | ----- | ----- | ----- | ----- | ----- |
| 1 441 | 1 452 | 1 475 | 1 570 | 1 701 | 1 759 | 1 802 | 1 744 | 1 856 |

| 1856  | 1861  | 1866  | 1872  | 1876  | 1881  | 1886  | 1891  | 1896  |
| ----- | ----- | ----- | ----- | ----- | ----- | ----- | ----- | ----- |
| 1 880 | 1 913 | 1 872 | 1 744 | 1 655 | 1 670 | 1 821 | 1 675 | 1 618 |

| 1901  | 1906  | 1911  | 1921  | 1926  | 1931  | 1936  | 1946  | 1954  |
| ----- | ----- | ----- | ----- | ----- | ----- | ----- | ----- | ----- |
| 1 674 | 1 680 | 1 647 | 1 521 | 1 506 | 1 511 | 1 447 | 1 402 | 1 367 |

| 1962  | 1968  | 1975  | 1982  | 1990  | 1999  | 2006  | 2008  | 2013  |
| ----- | ----- | ----- | ----- | ----- | ----- | ----- | ----- | ----- |
| 1 404 | 1 314 | 1 231 | 1 250 | 1 114 | 1 128 | 1 197 | 1 220 | 1 256 |

| 2018  | 2022  | - | - | - | - | - | - | - |
| ----- | ----- | - | - | - | - | - | - | - |
| 1 245 | 1 234 | - | - | - | - | - | - | - |

#### Pyramide des âges
La population de la commune est relativement jeune.
En 2018, le taux de personnes d'un âge inférieur à 30 ans s'élève à 38,7 %, soit en dessous de la moyenne départementale (39,5 %). À l'inverse, le taux de personnes d'âge supérieur à 60 ans est de 23,9 % la même année, alors qu'il est de 22,5 % au niveau départemental.
En 2018, la commune comptait 596 hommes pour 649 femmes, soit un taux de 52,13 % de femmes, légèrement supérieur au taux départemental (51,77 %).
Les pyramides des âges de la commune et du département s'établissent comme suit.
| Hommes | Classe d’âge | Femmes |
| ------ | ------------ | ------ |
| 0,5    | 90 ou +      | 1,4    |
| 6,7    | 75-89 ans    | 8,5    |
| 15,8   | 60-74 ans    | 14,9   |
| 18,0   | 45-59 ans    | 16,3   |
| 20,1   | 30-44 ans    | 20,3   |
| 16,6   | 15-29 ans    | 13,6   |
| 22,3   | 0-14 ans     | 25,0   |

| Hommes | Classe d’âge | Femmes |
| ------ | ------------ | ------ |
| 0,5    | 90 ou +      | 1,4    |
| 5,3    | 75-89 ans    | 8,1    |
| 14,8   | 60-74 ans    | 16,2   |
| 19,1   | 45-59 ans    | 18,4   |
| 19,5   | 30-44 ans    | 18,7   |
| 20,7   | 15-29 ans    | 19,1   |
| 20,2   | 0-14 ans     | 18     |

## Héraldique
| Armes de Cartignies | Les armes de Cartignies se blasonnent ainsi :"Bandé d'or et de gueules." Ce blason est identique pour les villes de Avesnes-sur-Helpe, Concressault, Damousies, Dimechaux, Dimont, Felleries, Larouillies, Lomme, Ramousies |

## Lieux et monuments

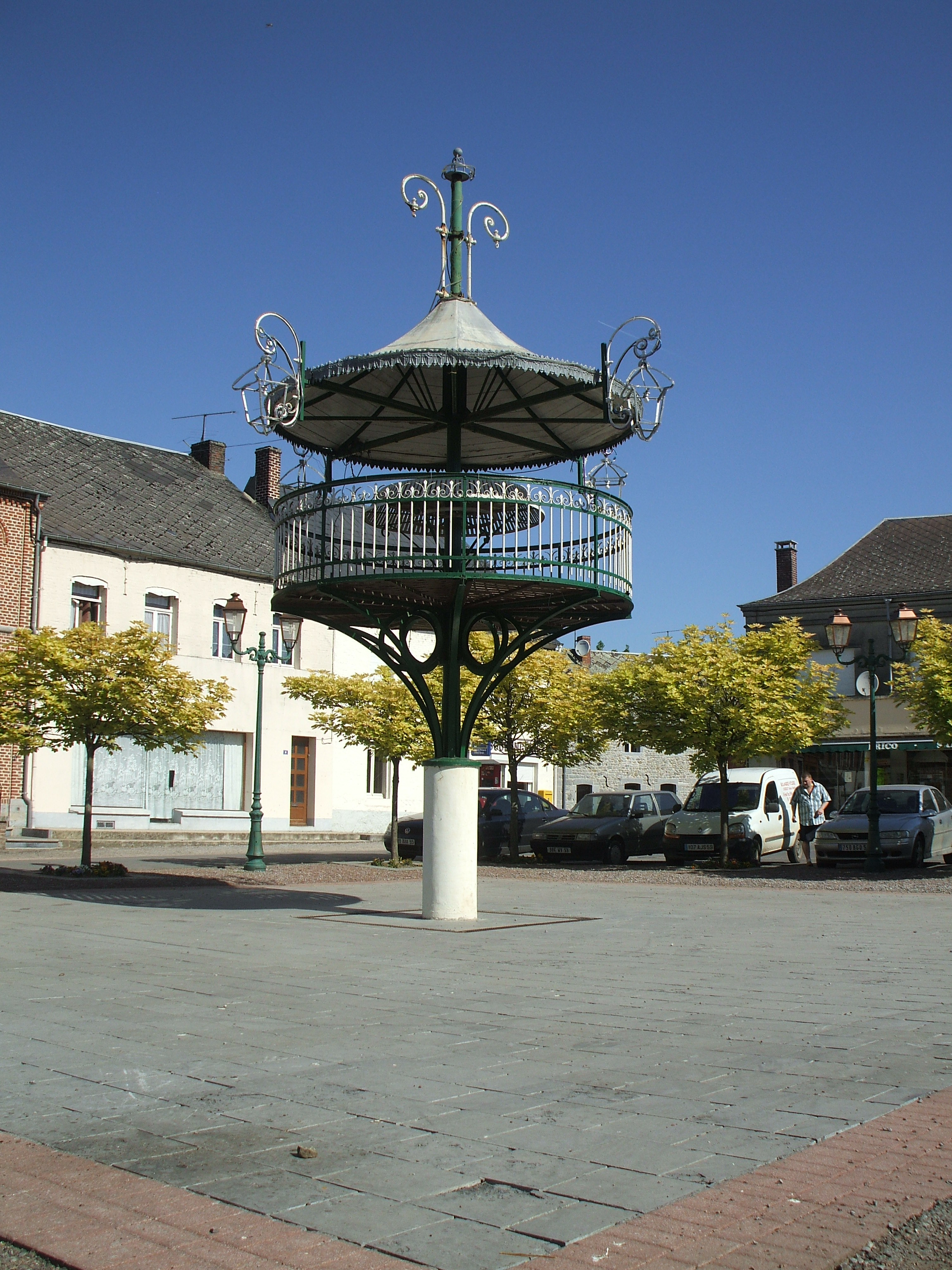
Kiosque
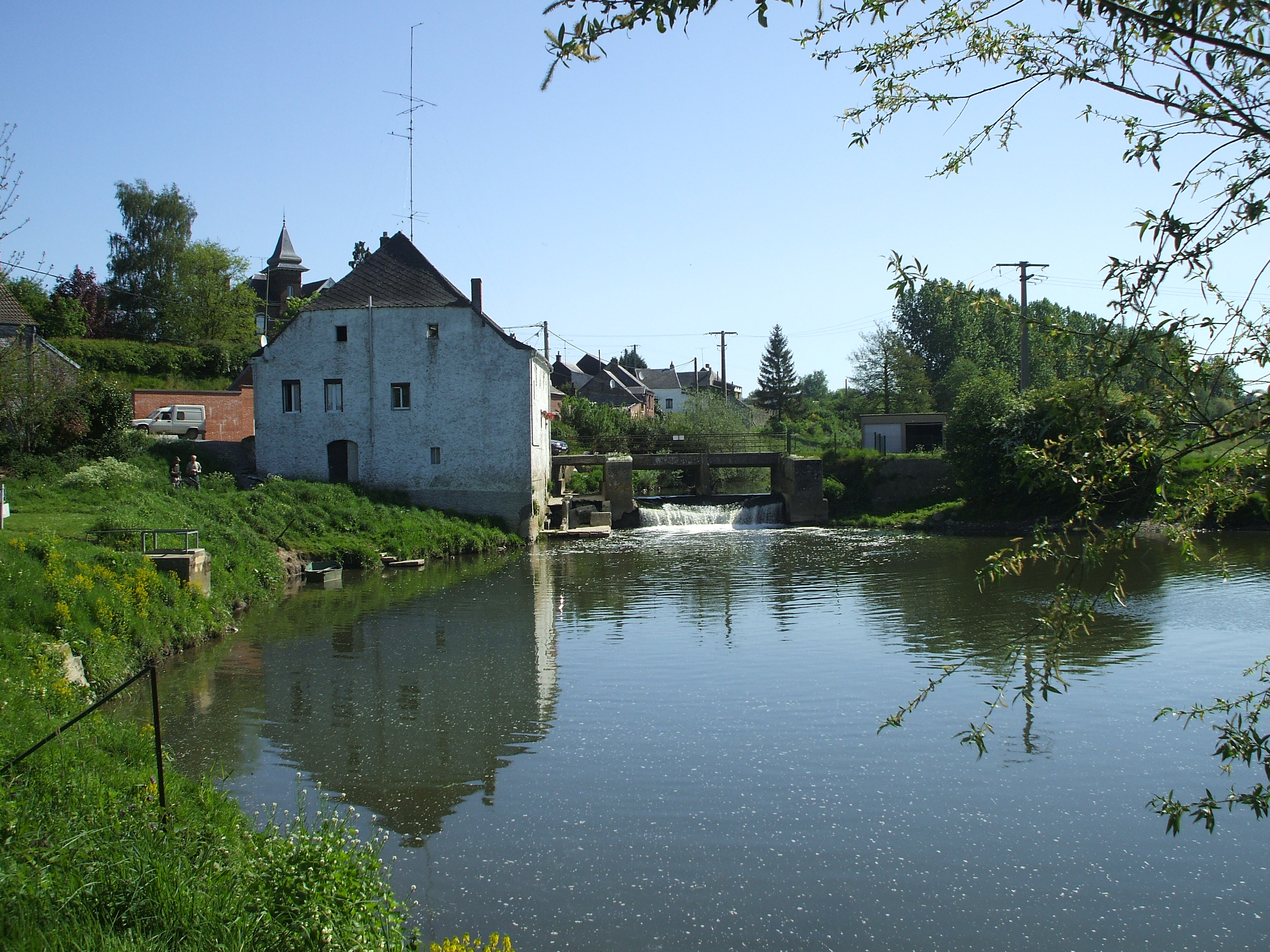
Barrage
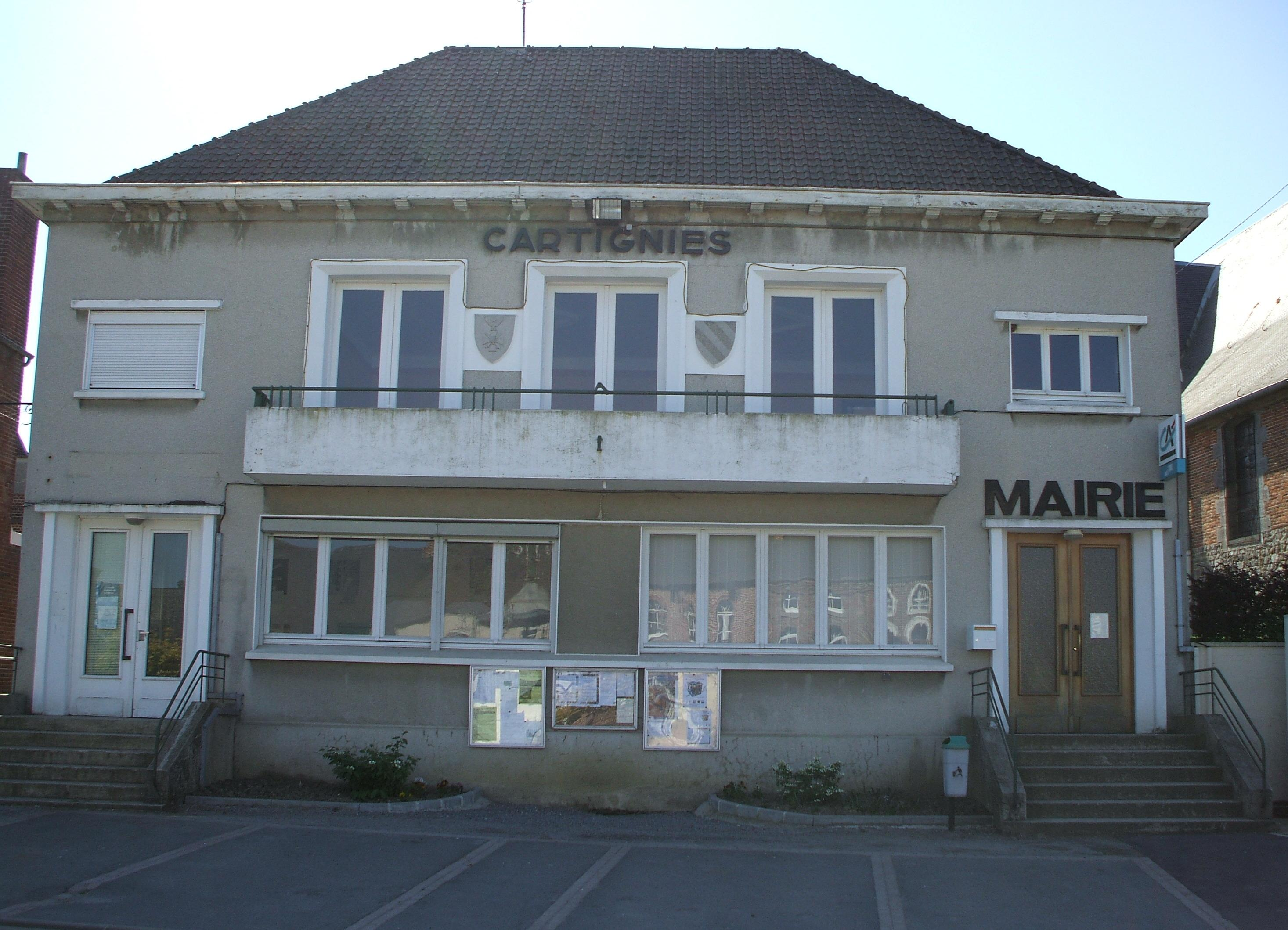
Mairie
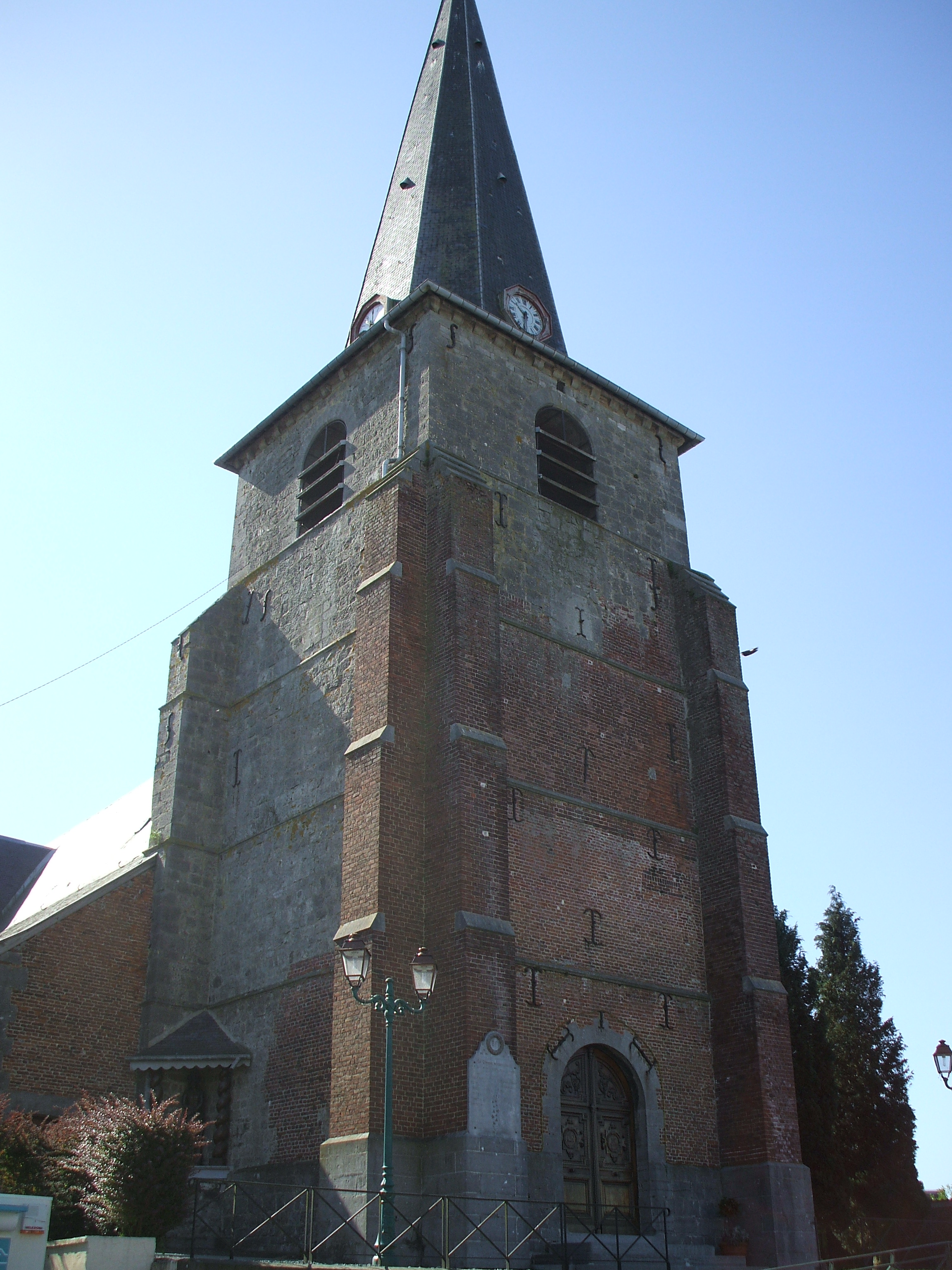
église

## Personnalités liées à la commune
- Pierre Mauroy
- Pierre Dubois, elficologue[44]

## Pour approfondir